# Jurij Karmazin
Jurij Anatolijowycz Karmazin, ukr. Юрій Анатолійович Кармазін (ur. 21 września 1957 w Zwinogródce w obwodzie czerkaskim, zm. 9 listopada 2022) – ukraiński polityk i prawnik, deputowany, kandydat w wyborach prezydenckich.

## Życiorys
W 1981 ukończył studia prawnicze na Odeskim Uniwersytecie Państwowym. Od 1980 pracował jako asystent prokuratora, później jako prokurator oraz sędzia w obwodzie odeskim.
W 1994 i 1998 uzyskiwał mandat deputowanego do Rady Najwyższej. W 1999 stanął na czele Partii Obrońców Ojczyzny (PZV). W tym samym roku wystartował w wyborach prezydenckich, uzyskując 0,35% głosów. W tym okresie należał do liderów antykuczmowskiej opozycji, był jednym z inicjatorów akcji „Ukraina bez Kuczmy”.
W 2002 uzyskał po raz trzeci mandat poselski z listy Bloku Nasza Ukraina z puli Partii Solidarność (jego partia nie weszła formalnie w skład koalicji). W 2004 brał udział w kampanii prezydenckiej Wiktora Juszczenki. Przed wyborami parlamentarnymi w 2006 powołał na bazie PZV i dwóch marginalnych ugrupowań „Blok Jurija Karmazina”, który z wynikiem 0,65% nie przekroczył progu wyborczego.
W 2007 został powołany na stanowisko doradcy prezydenta. Podpisał też w imieniu kierowanego przez siebie ugrupowania porozumienie o powołaniu bloku Nasza Ukraina-Ludowa Samoobrona i w przedterminowych wyborach powrócił do parlamentu, w którym zasiadał do 2012.
W 2019 był kandydatem w wyborach prezydenckich, otrzymał poniżej 0,1% głosów.